# 时钟问题

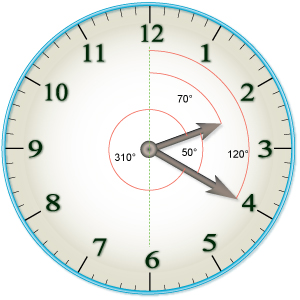
2:20时指针之间的角度关系

时钟问题（又称钟表问题）是一类与时钟有关的数学问题。这类题常见于中国大陆小学奥林匹克数学，以及中国国家公务员考试中。

## 概述
求解这类型题的关键在于找到时间与角之间的关系。解题中角一般用角度制表示，时间使用十二小时制。求解技巧有列方程、使用追及问题模型等。

## 公式
时针在12小时内转过1周（360°），故时针1小时转30°，1分钟转0.5°。分针1小时转360°，故1分钟转6°。由此可以推出以下公式：
当时间为H时M分时，时针与12点钟方向夹角的角度数（{\displaystyle \theta _{\text{hr}}}）为：
{\displaystyle \theta _{\text{hr}}={\frac {1}{2}}(60H+M)}
分针与12点钟方向夹角的角度数（{\displaystyle \theta _{\text{min.}}}）为：
{\displaystyle \theta _{\text{min.}}=6M}
时针与分针之间的夹角为：
{\displaystyle {\begin{aligned}\Delta \theta &=\left|\theta _{\text{hr}}-\theta _{\text{min.}}\right|\\&=\left|{\frac {1}{2}}(60H+M)-6M\right|\\&=\left|{\frac {1}{2}}(60H-11M)\right|\end{aligned}}}

## 例题
2:00到3:00之间，哪一时刻时针与分针重合？
解：当且仅当{\displaystyle \theta _{\text{hr}}=\theta _{\text{min.}}}时，时针与分针重合。依公式有，
{\displaystyle {\begin{aligned}{\frac {1}{2}}(60H+M)&=6M\\11M&=60H\\M&={\frac {60}{11}}H\end{aligned}}}
代入{\displaystyle H=2}，得{\displaystyle M=10{\frac {10}{11}}}。即2时{\displaystyle 10{\frac {10}{11}}}分，时针与分针重合。